# Ramón María de Dalmau y de Olivart
Ramón María de Dalmau y de Olivart (Las Borjas Blancas, Lérida, 1861- Madrid, 11 de octubre de 1928), primer marqués de Olivart y Señor de Gelida, fue un jurista experto en Derecho Internacional, escritor y político español.
Favorable al conservadurismo católico de Alejandro Pidal, durante su juventud fue redactor de los diarios La Unión y La Unión Católica.
Doctor en Derecho Civil y Canónico, fue profesor de las Universidades de Barcelona y Madrid. Resultó elegido diputado a Cortes por el Partido Liberal Conservador, por el distrito de Las Borjas Blancas, en las elecciones generales de 1896 y 1899.
Experto en Derecho Internacional, ejerció de árbitro en algunas disputas fronterizas entre países hispanoamericanos. Perteneció a numerosas asociaciones e instituciones: fue presidente de la Asociación Española de Derecho Internacional, vicepresidente del Instituto de Derecho Internacional y del Colonial, y secretario de la Asociación Francisco de Vitoria. Publicó en 1892 una colección en dos volúmenes de los tratados y actos internacionales de España durante el reinado de Isabel II.

## Obras
- Catalina de Aragón y Carolina de Brunswick (1881)
- Teorías de los interdictos (1885)
- Manual de Derecho internacional público y privado (1886)
- Tratado y notas del Derecho internacional público (1887-1889)
- La ejecución de las sentencias extranjeras (1888)
- Programa de Derecho internacional público (1889)
- Elementos de Derecho Internacional Público (1906)
- Bibliographie du Droit international (1905-1910)